# Autoliv
Autoliv é uma empresa sueca, fundada em 1956, com sede em Estocolmo. A empresa é líder no fabrico de equipamentos de segurança para automóvel. A Autoliv dispõe atualmente de 80 fábricas em 28 países.